# Infitah
Infitah (em árabe: انفتاح,‎ "Abertura") foi um programa de abertura econômica implantado no Egito a partir de 1973 pelo então presidente Anwar Sadat, após a guerra do Yom Kippur.